# Ботоферма (серіал)
«Ботоферма» — український мінісеріал (чотири серії), драма 2023 року режисера Тараса Дроня. В основі сюжету — історія молодого провінціала Антона, який стає співробітником київської ботоферми, та досить швидко стає елітним ботом та потрапляє у велику політичну гру, на кону якої – інформаційна кампанія з дискредитації України напередодні повномасштабного вторгнення Росії в Україну.
Прем'єра відбулася 5 жовтня 2023 року на телеканалі «ICTV2». У 2024 році серіал вийшов на «Netflix».

## Сюжет
Події серіалу охоплюють період у два роки – починаються 2020-го й тривають до початку повномасштабного вторгнення Росії в Україну.
Антон працює ведучим на радіостанції провінційного міста Шацьк, до тих пір, допоки її не закривають й переорієнтовують на майданчик для політичної пропаганди. У справах свого хворого діда, Антон їде до Києва – влаштовує його до лікарні на операцію на серці. Задля фінансового забезпечення операції, користується пропозицією свого друга Сергія, й влаштовується працювати на ботоферму – займається формуванням або змінами настроїв суспільної думки. Завдяки власній креативності, справи Антона досить швидко йдуть вгору. Вже за короткий час він стає куратором відділу, а згодом й керівником окремого підрозділу ботоферм. Володіє бізнесом ботоферм Руслан, амбіції якого виходять за межі шоу-бізнесу, та приводять до виконання політичних замовлень. Його помічниця Ірина вправно управляє процесом створення фейків. У певний час непередбачуваність Антона спричиняє проблеми для власника бізнесу. Поступово Антон розуміє, що став інструментом інформаційної війни. Боротьбу із ботофермами веде СБУ – операцією керує Соколовський. Антон усвідомлює руйнівний результат своєї роботи, коли отримує замовлення на розхитування України зсередини напередодні повномасштабного вторгнення.
Останні кадри серіалу показують ранок 24 лютого 2022 року, коли війська РФ завдають серію потужних авіаударів по різних об'єктах Києва.

## У ролях
- Максим Самчик — Антон Паляниця, соціальний бот
- Дар'я Легейда — Наталія Вербицька (Ната), радіо-, телеведуча
- Олександр Форманчук — Руслан, власник PR-агенції із ботофермами
- Ірина Островська — Христина, партнерка Руслана, працівниця PR-агенції
- Віктор Жданов — дід Антона
- Римма Зюбіна — Ірина Паляниця, мати Антона
- Анастасія Приходько — Тата, зірка шоу-бізнесу
- Олег Іваниця — Негреба, політик
- Михайло Кришталь — Вовк, політик
- Костянтин Корецький — Соколовський, працівник СБУ (департамент кібер-безпеки)
- Олександр Божко — Сергій
- В'ячеслав Бєлозоров — Діденко
- Микола Данилюк — Бакулін
- Тамара Антропова — Віка
- Дар'я Матвєєва — Тоня
- Ярослав Шахторін — Ігор
- Олександра Бойко — Галина
- Костянтин Косинський — Валерій
- Боти:
  - Віталій Лєсін
  - Олександр Боднар
  - Сергій Чернов
  - Євгеній Яцун
  - Філіп Козлов
  - Ігор Федоренко
  - Олександр Мельнійчук
  - Денис Шек
- Ірина Ванникова — ведуча новин
- Лілія Нагірна — ведуча ранкового шоу
- Експерти:
  - Сергій Воляновський
  - Валентин Мельник
  - Юрій Чернега
- Олександр Норчук — Тарасов, головний лікар
- Олег Шушпанніков — охоронець
- Володимир Мовчан — лікар швидкої карети

## Творча команда
- Автор ідеї — Валентина Руденко
- Сценарист — Валентина Руденко, Тарас Дронь, Ілля Пелюк, Тетяна Куц
- Режисер-постановник — Тарас Дронь
- Оператор-постановник — Дмитро Кіптілий
- Художник-постановник — Ольга Троян
- Композитори — Марія Хмельова, Кирило Бородін
- Кастинг директор — Лілія Китайгора
- Художник із гриму — Олена Куліш
- Режисер монтажу — Олександр Мельниченко
- Другий режисер — Дар'я Матвєєва
- Звукорежисери — Ігор Старченко, Дмитро Терьохін, Андрій Дузенко, В'ячеслав Бородавка
- Художник з костюмів — Анна Левашкіна
- Продюсери — Вікторія Горенштейн, Тетяна Куц
- Креативний продюсер — Валентина Руденко
- Виконавчий продюсер — Олексій Сень
- Лінійний продюсер — Максим Красота

## Виробництво
Ідея серіалу виникла за рік до повномасштабного вторгнення Росії в Україну, як спроба розказати глядачеві про гібридні війни, які Росія вела по всьому світу, а особливо в Україні. Зокрема, на прикладі шкідливої діяльності ботоферм (від 24 лютого 2024 року СБУ заблокувала в Україні 76 ботоферм).
Камео у серіалі зіграла співачка Анастасія Приходько.
Саундтреком до серіалу використано хіт «Гранули» гурту «ТНМК», який було створено задовго до повномасштабного вторгнення, але, на думку авторів, суттєво перегукуються із сюжетом серіалу.

## Сприйняття
Арт-оглядачка Лєна Чиченіна на порталі «Антоніна» відмічає позитивні тенденції виробництва українських серіалів, такі як говорити українською мовою та піднімати важливі соціальні питання, вести просвітницьку роботу із глядачем. Відмічає позитивну тенденцію, що до створення серіального продукту долучають кіношних режисерів. При цьому наголошує на відсутність арок персонажів (присутня вона лише у головного героя), та пласко прописані характери, які не дозволили потужним акторам (Дар'я Легейда, Ірина Островська, Віктор Жданов, Римма Зюбіна) розкрити своїх героїв. Як приклад наводить образ шефа головного героя, який «такий аж надто карикатурний лиходій, який лицемірно та хитро посміхається і драматично змінює вираз обличчя, коли співбесідник відвертається чи виходить з кімнати». «„Ботоферма“ пропонує певну гру в піддавки. Вона цілком зрозуміла й прийнятна, бо глядачеві не треба пояснювати нічого додатково. Чому Антон працює на ботофермі й маніпулює громадською думкою? Бо дід (Віктор Жданов) потребує серйозної операції, мама давно на заробітках в Італії, тому особливого виходу нема. Проблема в тому, що Антон гроші на операцію дідові заробляє швидко й просто. А дід, своєю чергою, потрапляє в приватну клініку, де його, немов у казці, ставлять на ноги. Питання на засипку: чому, коли за злочин нема кари та й злочин нібито не кривавий, ботоферма – зло?» – ставить запитання сценарист й письменник Андрій Кокотюха. Окремо він відзначає серіал як «актуальну, злободенну телевізійну історію з правильними акцентами у воєнний час доби».